# 越瓜

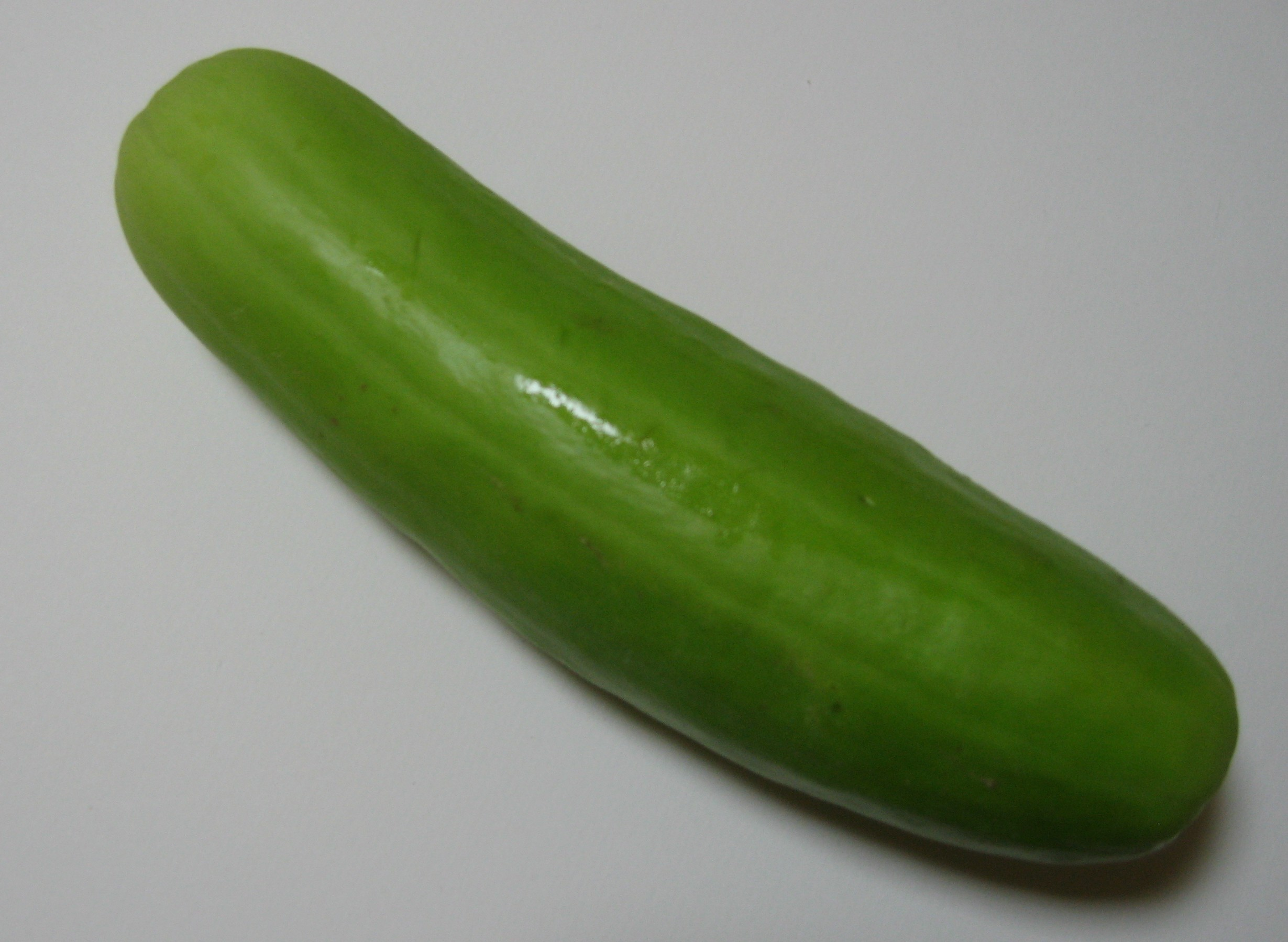

越瓜，又名菜瓜、白瓜（廣東）、蔭瓜（台灣）、稍瓜、梢瓜、生瓜、艮瓜（河南），是短毛甜瓜（薄皮甜瓜）的一個栽培群，在東亞地區廣泛栽培。越瓜既可直接用于烹饪菜肴（如韩国的越瓜菜），又可制成腌菜。
在東莞一帶的居民往往在荔枝樹旁種植白瓜，一方面白瓜可以為荔枝驅蟲，另一方面白瓜有消暑的功效，可以消除荔枝的火氣及夏天的暑氣。所以當地居民會用白瓜來煲湯火，以解荔枝的熱。